# Jan Rostworowski (cichociemny)

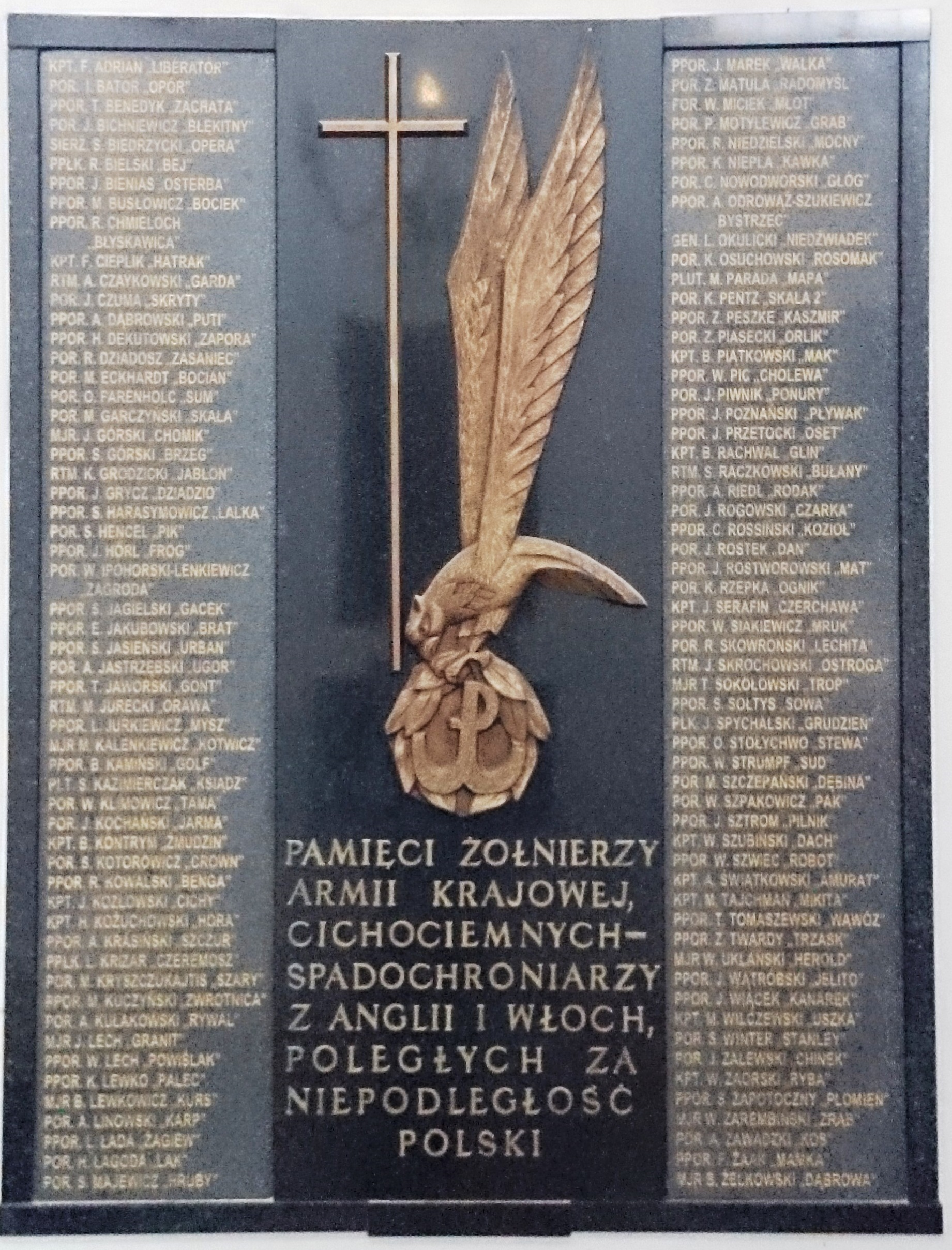
Tablica w kościele św. Jacka w Warszawie, upamiętniająca poległych cichociemnych, w tym Jana Rostworowskiego

Jan Maria Józef Rostworowski vel Jan Karpiński ps.: Mat, Karo (ur. 3 października 1915 w Lublinie, zm. 22 września 1944 w obozie koncentracyjnym Groß-Rosen) – podporucznik piechoty Polskich Sił Zbrojnych i Armii Krajowej, cichociemny, dziennikarz, poeta.

## Życiorys
Po ukończeniu Gimnazjum Męskiego Spółki Cywilnej Szkoły Średniej w Lublinie zdał maturę w 1934 roku. Rozpoczął studia prawnicze na Uniwersytecie Warszawskim, jednak przerwał studia po 2 latach, związawszy się wcześniej z koncernem prasowym „ABC”. W 1936 roku został wysłany przez „ABC” i Polską Agencję Telegraficzną do Berlina jako korespondent prasowy. Publikował w „Wieczorze Warszawskim” i „Czasie”. Od 1937 roku pełnił funkcję korespondenta „Wieczoru Warszawskiego” w Rzymie.
14 września 1939 roku wyjechał z Włoch i wstąpił do Wojska Polskiego we Francji. Został skierowany do Szkoły Podchorążych Piechoty w Camp de Coëtquidan, gdzie uczył się do 9 marca 1940 roku, po czym został przydzielony do 2 Batalionu Samodzielnej Brygady Strzelców Podhalańskich. Walczył o Narwik, za co dostał Krzyż Walecznych. W czerwcu 1940 roku, po upadku Francji dowodził Centrum Ewakuacyjnym przy Polskiej Organizacji Wojskowej w Andorze (do 20 sierpnia 1941 roku). Dotarłszy do Wielkiej Brytanii został skierowany do 1 Batalionu Strzelców Podhalańskich.
Zgłosił się do służby w kraju. Przeszkolony w polskiej szkole wywiadu (pod kamuflażem Oficerskiego Kursu Doskonalącego Administracji Wojskowej). Po przeszkoleniu w zakresie wywiadu został zaprzysiężony 29 grudnia 1942 roku w Oddziale VI Sztabu Naczelnego Wodza. Zrzutu dokonano w nocy z 13 na 14 marca 1943 roku w ramach akcji „Tile” dowodzonej przez por. naw. Karola Gębika (zrzut na placówkę odbiorczą „Olcha” położoną 9 km na południowy wschód od Kielc). W kwietniu dostał przydział do Referatu „Zachód” (wywiad ofensywny) Oddziału II Informacyjno-Wywiadowczego sztabu Komendy Głównej AK na stanowisko oficera ośrodka wywiadowczego „1 AW”. Wyjeżdżał z zadaniami wywiadowczymi, m.in. do Berlina i Monachium.
Został aresztowany 6 czerwca 1943 roku przez kontrwywiad niemiecki pod Monachium. Był przesłuchiwany, torturowany i więziony w Berlinie i Warszawie (na Pawiaku). 28 marca 1944 roku wywieziono go do obozu koncentracyjnego Groß-Rosen. Uczestniczył w konspiracji obozowej, został przeniesiony do kompanii karnej (Strafkommando), gdzie został zamęczony przez blokowego Kurta Vogela. Jego zwłoki spalono w krematorium.

## Odznaczenia
- Krzyż Walecznych – czterokrotnie, po raz pierwszy za udział w bitwie o Narwik.

## Życie rodzinne
Był synem Antoniego Rostworowskiego i Marii z domu Breza. Antoni był ziemianinem, właścicielem majątków Milejów i Kębło, szambelanem papieża Piusa XI, współzałożycielem KUL-u. Antoni był bratem Wojciecha Rostworowskiego.
Jan był najmłodszym synem Antoniego i Marii, jednym z ich ośmiorga dzieci, jego rodzeństwo to: Maria Klara Józefa (1899–1996), Antoni Bogusław Maria (1900–1938), Stanisław Kostka (1901–1977), Anna Maria Józefa (1902–1976), Konstancja Maria (1907–1944), Justyna Zofia (1910–1941), późniejsza Wysocka-Woyszkiewicz i Mikołaj Maria (1914–).
Sam rodziny nie założył. Był katolikiem. Był słuchaczem obozowego seminarium z zamiarem wstąpienia do salezjanów.

## Upamiętnienie
W lewej nawie kościoła św. Jacka przy ul. Freta w Warszawie odsłonięto w 1980 roku tablicę Pamięci żołnierzy Armii Krajowej, cichociemnych – spadochroniarzy z Anglii i Włoch, poległych za niepodległość Polski. Wśród wymienionych 110 poległych cichociemnych jest Jan Rostworowski.